# Tossal de la Pesseta
El Tossal de la Pesseta és una muntanya de 676 metres que es troba entre els municipis de Pujalt i Sant Martí Sesgueioles, a la comarca de l'Anoia.